# Амбухиманджусу
Амбухиманджусу (на малгашки: Ambohimandroso) е община (каоминина) в Мадагаскар, провинция Антанариву, регион Вакинанкарача, окръг Антанифуци. Населението на общината през 2001 година е 23 609 души.